# Miaoshan
Miaoshan (kinesiska: 庙山镇, 庙山) är en köping i Kina. Den ligger i provinsen Shandong, i den östra delen av landet, omkring 250 kilometer sydost om provinshuvudstaden Jinan. Antalet invånare är 45356. Befolkningen består av 22 331 kvinnor och 23 025 män. Barn under 15 år utgör 17,0 %, vuxna 15-64 år 72 %, och äldre över 65 år 10,0 %.
Genomsnittlig årsnederbörd är 1 023 millimeter. Den regnigaste månaden är juli, med i genomsnitt 314 mm nederbörd, och den torraste är januari, med 8 mm nederbörd.